# Eleotris sandwicensis
Eleotris sandwicensis är en fiskart som beskrevs av Vaillant och Sauvage, 1875. Eleotris sandwicensis ingår i släktet Eleotris och familjen Eleotridae. IUCN kategoriserar arten globalt som otillräckligt studerad. Inga underarter finns listade i Catalogue of Life.